# Burk's Falls
Burk's Falls är en ort i Kanada.   Den ligger i provinsen Ontario, i den sydöstra delen av landet, 290 km väster om huvudstaden Ottawa. Burk's Falls ligger 302 meter över havet och antalet invånare är 967.
Terrängen runt Burk's Falls är platt. Runt Burk's Falls är det glesbefolkat, med 9 invånare per kvadratkilometer.. Närmaste större samhälle är Strong, 14,6 km norr om Burk's Falls. 
I omgivningarna runt Burk's Falls växer i huvudsak blandskog.